# Breguet 521 Bizerte
El Bréguet 521 Bizerte fue un hidrocanoa biplano trimotor de patrulla de largo alcance, construido por la firma Société des Ateliers d'Aviation Louis Bréguet. El avión fue un desarrollo del Breguet S.8/2 Calcutta, que a su vez era una versión militarizada con licencia del hidrocanoa británico Short S.8 Calcutta. Fue construido para cumplir con una especificación de la Armada francesa para un hidroavión de largo alcance emitida en 1932.

## Historia, desarrollo y diseño
En 1929, la firma británica especializada en hidroaviones Short Brothers construyó a pedido del gobierno francés un hidrocanoa Short S.8 Calcutta que fue matriculado F-AJDB. Según la versión oficial, se suponía que estaba destinado a la flota de la aerolínea Air Union. En realidad, fue adquirido para estudiar la estructura y características de vuelo. En septiembre de 1929 pasó una serie de pruebas, cuyos resultados aprovechó la empresa Société des Ateliers d'Aviation Louis Bréguet, que negoció en 1931 una licencia de fabricación de la versión militar Short S.8/8 Rangoon y, desarrolló a partir de ella el muy parecido pero mejorado hidrocanoa militar conocido como Breguet S.8/2.  de la que construyó cuatro unidades en su factoría en Le Havre. 
El prototipo Br. 521.01 fue construido para cumplir con una especificación de la Marine Nationale para un hidrocanoa de largo alcance emitida en 1932, compitiendo con las propuestas de las compañías Latécoère (Latécoère 582), Lioré et Olivier (LeO H-42, sin construir) y Loire Aviation (Loire 70). 
El Bre.521 Bizerte, como se lo denominó, era de estructura íntegramente metálica, con flotadores estabilizadores soportados con montantes bajo el ala inferior, una unidad de cola con los timones de profundidad arriostrados también con montantes en N y, los tres motores instalados entre los montantes interplanos.
La planta motriz del prototipo Bre. 521.01, que voló por primera vez el 11 de septiembre de 1933, comprendía tres motores radiales de 14 cilindros Gnome et Rhône 14Kdrs de 845 hp; los ensayos iniciales se realizaron con los motores sin capotar. Las pruebas oficiales comenzaron en enero de 1934 en la base aeronaval de Frejus- St. Raphaël, época, en la que los motores habían sido carenados con cubiertas tipo NACA. Las evaluaciones continuaron hasta mediados de septiembre de 1934, y el 1 de abril de 1935, el prototipo voló a Chebourg para someterse a una evaluación operativa con la Escadrille 1E2.

## Producción
El año anterior (1934) se ordenó un lote de preproducción inicial de tres Bizerte y el primero de ellos completó sus pruebas preliminares en Le Havre en octubre de 1935. El segundo avión de producción incorporó varias modificaciones; la principal de ellas fue la eliminación de la posición abierta de tiro de proa, la extensión del dosel de la cabina y la introducción de la posición de ametralladoras tipo burbuja en los lados del fuselaje inmediatamente a popa de la cabina de vuelo, así como una nueva posición de tiro en la cola. T El armamento final consistía en una sola ametralladora Darne cal. 7,5 mm a cada lado del casco delantero, dos ametralladoras similares en el fuselaje detrás de las alas y una quinta en una posición de cola. Todo el combustible estaba alojado en el ala inferior, teniendo los tanques una capacidad total de 5250 l.
El Bizerte de producción estaba propulsado por motores radiales Gnome et Rhône 14Kirs 1 de 925 hp y las Escadrilles E2 y E3 comenzaron su conversión en estos hidrocanoas antes de finales de 1935. Se realizaron varios pequeños pedidos de producción, el séptimo Bizerte se entregó en marzo de 1936 y el duodécimo antes de fin de año. La duodécima máquina estaba, de hecho, propulsada por tres motores radiales Hispano-Suiza 14AA y recibió la designación Br. 522, pero fue el único avión de este tipo que se completó, todos los demás Bizerte llevaron los radiales Gnome et Rhône. Se ordenó un lote adicional de nueve máquinas el 30 de noviembre de 1936, seguido por otro de tres adicionales el 18 de octubre de 1937, estos pequeños pedidos fueron suficientes para garantizar la continuidad de la producción.
El 10 de abril de 1937, a raíz de la nacionalización de las compañías constructoras de aviones la Société nationale des constructions aéronautiques du Nord- SNCAN - un conglomerado formado por las plantas Potez de Méaulte , CAMS Sartrouville , ANF Les Mureaux, Amiot de Caudebec-en-Caux y Breguet en Le Havre se hizo cargo de la planta de Le Havre, pero esto no tuvo ningún efecto en la producción del Bizerte, los aparatos 25 a 28 entregaron en septiembre de 1938. A pesar de la obsolescencia del diseño, debido a la falta de hidrocanoas más modernos que todavía estaban en fase de desarrollo y/o preproducción se hizo necesario realizar un pedido de doce Br. 521 más el 12 de septiembre de 1939. Desde un principio, se diferenciaban de los aviones anteriores en el que, debían estar propulsados por motores radiales Gnome et Rhône 14N-11 (todavía de 900 hp) que movían hélices neumáticas Gnome et Rhône y equipos modificados, incluido un receptor/transmisor código morse SARAM 3.11. Finalmente, el 12 de diciembre, este pedido se redujo a tres aparatos, al considerarse la baja tasa de pérdidas de hidrocanoas de largo alcance; el primero de los cuales voló en febrero de 1940.

## Historia operacional
El 1 de septiembre de 1939, fecha del inicio de la II Guerra Mundial con la invasión alemana de Polonia; las Escadrilles E1, E2, E3 y E5, tenían cada una cuatro o cinco Bizerte y el 15 de octubre de 1939 se formó otra, la Escadrille E9 en Berre con cuatro hidrocanoas más.
Desde el comienzo de las hostilidades, los Bizerte patrullaron el Atlántico y el Mediterráneo. El 1 de agosto, las Escadrilles E1, E2, E3, E5 y E9 fueron redesignadas respectivamente como 1E, 2E, 3E, 5E y 9E, y el 15 de ese mes veinte Bizerte todavía estaban en servicio con la Armada francesa. De estos, diez estaban en revisión o reparación, y uno estaba pendiente de desguace. De las cinco Escadrilles equipadas con Br. 521, solo quedaron dos sirviendo en la Armada de Vichy, las 1E y 9E; las otras se disolvieron después del Armisticio. La Escadrille 1E fue enviada a El Karouba, Túnez donde operó con tres hidrocanoas Bizerte y tres hidroaviones LeO 257bis, y la Escadrille 9E operó tres Br. 521 Bizerte y tres LeO H-470 desde la base de hidrocanoas sita en la Laguna de Berre. El 8 de noviembre de 1942, esta última unidad tenía cuatro Br. 521, y estos fueron rápidamente incautados por las fuerzas alemanas y, junto con cuatro Bizerte adicionales que, se encontraban almacenados, fueron entregados a la Luftwaffe después de la ocupación de la Francia de Vichy. Estos fueron volados en salidas de rescate aeromarítimo (Seenotdienst) a largo de la costa atlántica francesa desde Lorient y mediterránea desde Saint Mandrier. Uno de los apropiados por la Luftwaffe, fue descubierto por las fuerzas francesas en la costa mediterránea en agosto de 1944 y se utilizó para tareas de comunicación con la Flottille 9FTr hasta que fue retirado debido a la falta de repuestos en 1946.

## Especificaciones técnicas
Referencia datos: Enciclopedia Ilustrada de la Aviación Vol.4 , pág.877, Edit. Delta. Barcelona 1982 ISBN 84-85822-48-X

### Características generales
- Tripulación: 8
- Longitud: 20,50 m
- Envergadura: 35,15 m
- Altura: 7,45 m
- Superficie alar: 162,60 m²
- Peso vacío: 9470 kg
- Peso cargado: 15091 kg
- Peso máximo al despegue: 16600 kg
- Planta motriz: 3× radial de 14 cilindros en doble estrella refrigerado por aire Gnome et Rhône 14Kirs o Gnome et Rhône 14N-11.
  - Potencia: 680 kW (938 HP; 925 CV) cada uno.
- Hélices: Gnome-Rhône

### Rendimiento
- Velocidad nunca excedida (Vne): 243 km/h
- Velocidad crucero (Vc): 200 km/h
- Alcance: en crucero económico 3000 km
- Techo de vuelo: 6000 m
- Régimen de ascenso: 90,2 m/s
- Carga alar: 90,2 kg/m²
- Potencia/peso: 0,137 kW/kg

### Armamento
- Ametralladoras: 5× Darne cal. 7,5 mm
- Bombas: 4 de 75 kg en soportes subalares

## Variantes[2]
Bréguet 521.01
Prototipo, propulsado por tres motores radiales de 14 cilindros en doble estrella Gnome-Rhône 14Kdrs
Bréguet 521 Bizerte
Versión de producción de hidrocanoa militar de largo alcance, propulsado por tres motores radiales de 14 cilindros Gnome et Rhône 14Kirs o Gnome et Rhône 14N .
Breguet 522
Versión rediseñada del Bréguet 521. Propulsada por motores radiales de 14 cilindros Hispano-Suiza 14AA de 670 kW (900 hp). 1 aparato.
Bréguet 530 Saigon
Versión civil de pasaje del Bizerte. Equipado con tres motores lineales V12 Hispano-Suiza 12Ybr de 785 hp. Tres cabinas daban acomodo a 11 pasajeros de 2ª clase, seis de 1ª y tres de lujo; el peso máximo al despegue era de 1500 kg, la velocidad máxima, de 235 km/h y la económica de crucero, de 200 km/h. A comienzos de 1935 entraron en servicio en la ruta Marsella-Ajaccio-Túnez de Air France. Dos construidos.

## Usuarios
Civiles
- Air France

Militares
- Aeronavale
- Aeronavale de la Francia de Vichy
- Aéronavale Française Libre
- Luftwaffe